# De Verdronken Zwarte Polder
De verdronken zwarte Polder bei Nieuwvliet-Bad ist ein 1623 dem Meer abgewonnener und eingedeichter Polder, den sich die Nordsee in einer großen Sturmflut 1802 wieder zurückgeholt hat: Der Deich brach und durch das entstandene Loch wurde das Land überflutet.